# Cimitero ebraico di Merano

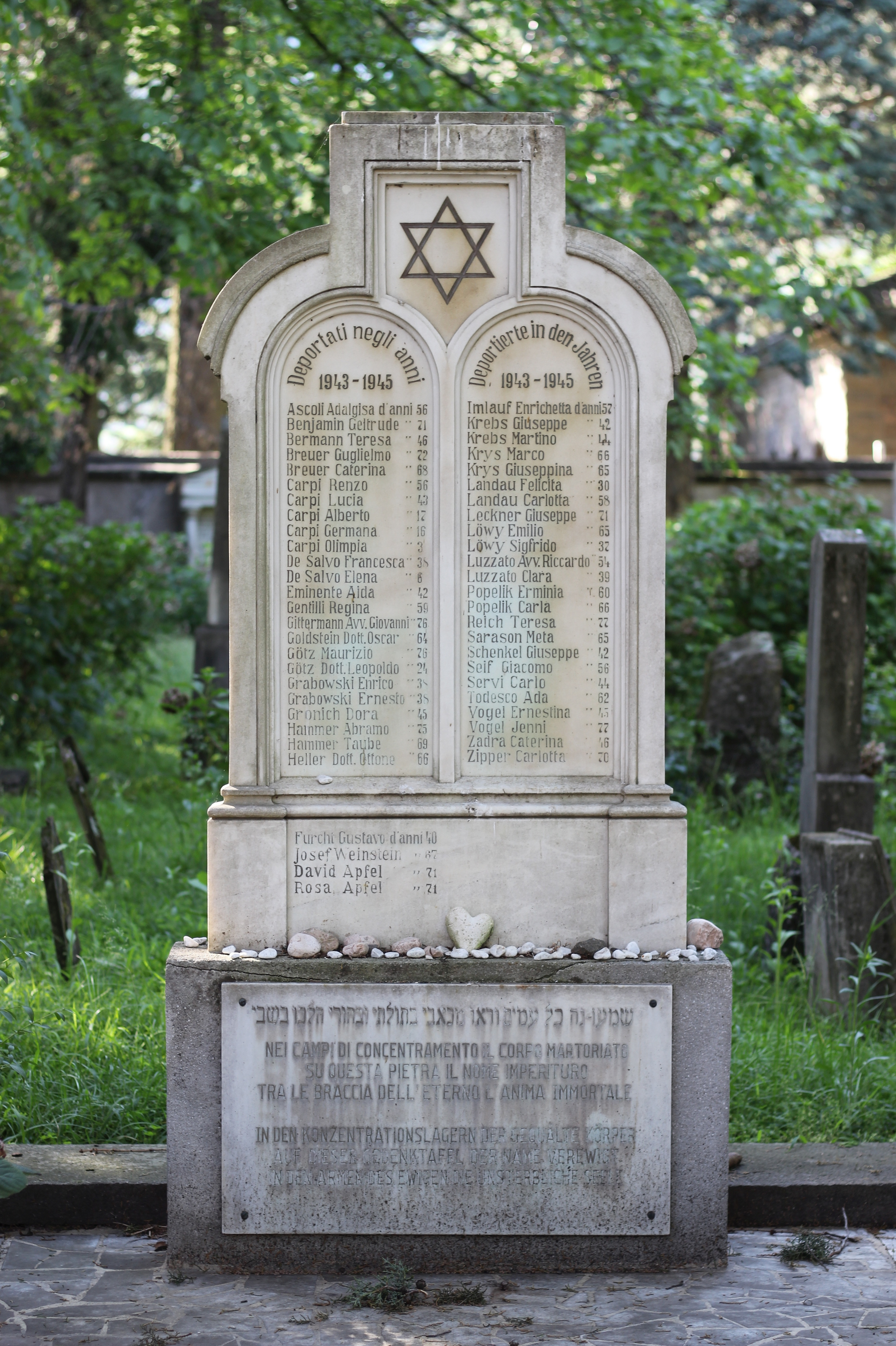
Cimitero ebraico di Merano

Il cimitero ebraico di Merano è situato nei pressi del cimitero comunale della città, dietro la stazione centrale, ed è raggiungibile a piedi attraverso un sottopassaggio.
Il cimitero non è molto grande e si trova in condizioni quasi fatiscenti, con tombe malridotte e lapidi rovinate dall'incuria e dal tempo.
I caduti della prima e della seconda guerra mondiale sono sepolti qui, riconoscibili dalla particolare forma della lapide appuntita.